# Marina Bersano Begey
Marina Bersano Begey (ur. 29 września 1907 w Casale Monferrato, zm. 21 października 1992) – włoska polonistka, córka Marii Bersano Begey, wnuczka Attilia Begey.

## Życiorys
Studiowała na Uniwersytecie Jagiellońskim. Następnie, w 1931, uzyskała doktorat z polonistyki na uniwersytecie w Turynie na podstawie rozprawy Rzym w twórczości Krasińskiego (znaczenie Rzymu w twórczości romantyków polskich). Współpracowała z matką, Marią Bersano Begey, nad antologią współczesnej liryki polskiej (od Jana Kasprowicza do Jana Lechonia, Jerzego Lieberta i Juliana Tuwima). Pod koniec 1936 uzyskała venia legendi z polonistyki na Uniwersytecie Rzymskim. W latach 1935–1939 i 1964–1974 była profesorką polskiej literatury na turyńskim uniwersytecie. Później objęła kierownictwo w Instytucie Kultury Polskiej w Turynie. Do 1972 była dyrektorką Biblioteki Królewskiej. 
W 1979 otrzymała nagrodę Polskiego Ośrodka SEC.

## Ordery i odznaczenia
- Krzyż Kawalerski Orderu Odrodzenia Polski (7 czerwca 1947)[1]
- Srebrny Wawrzyn Akademicki (5 listopada 1938)[2]
- Odznaka honorowa „Zasłużony dla kultury polskiej” (1975)

## Niektóre prace
- 1953 – Storia della letteratura polacca (historia literatury polskiej po włosku)
- 1965 – Le piu belle pagine della letteratura polacca